# Só pra Contrariar (álbum de 1999)
Só pra Contrariar é o quinto álbum de estúdio do grupo de pagode Só pra Contrariar. Lançado em 1999, o álbum foi certificado com disco diamantegraças ao sucesso de faixas como "Interfone", "Sai da Minha Aba (Bicão)" e "Machuca Demais", regravação de uma música interpretada originalmente pela dupla sertaneja Bruno & Marrone, e que entrou na trilha sonora nacional da telenovela Andando nas Nuvens, da Rede Globo. Outra regravação presente no disco é a de "Fazendo Paixão", última faixa, interpretada originalmente por Benito di Paula no álbum homônimo.
O disco apresenta uma pegada mais romântica do que nos discos anteriores, com mais orquestrações e uma passagem pelo axé na faixa "Baianeiro", aonde se faz muita referência sobre a cultura baiana. E na faixa "Fazendeiro", com uma pegada no forró, há um berrante executado por Alexandre Pires. Os arranjos são de Pedro Ferreira, Jotinha e Lincoln Olivetti.
No decorrer da década, foi um dos discos mais vendidos dos anos 90, alcançando um número diferente de vendas do disco anterior. Foi o primeiro álbum da banda a ser gravado no Pires Estúdio, um estúdio criado em Uberlândia.
No ano seguinte, foi lançado um box chamado 10 Anos de Só pra Contrariar, no qual inclui dois CDs, um é o mesmo álbum de 1999 com uma nova faixa: "Meu Segmento"; o outro CD é um single da canção "Santo Santo", versão em português e que contém a participação da cantora Gloria Estefan.

## Faixas
| N.º | Título                                                                     | Compositor(es)                                                          | Duração |  |
| 1.  | "Interfone"                                                                | Altay Veloso                                                            | 4:10    |  |
| 2.  | "Sai da Minha Aba (Bicão)"                                                 | Alexandre Pires e Lourenço                                              | 3:47    |  |
| 3.  | "Machuca Demais"                                                           | Waldir Luz e Marcos Maceió                                              | 4:16    |  |
| 4.  | "Tudo Acaba em Perdão"                                                     | Reges Danese e Luiz Cláudio                                             | 4:36    |  |
| 5.  | "Coladinhos"                                                               | Peninha                                                                 | 4:15    |  |
| 6.  | "Fazendeiro"                                                               | Alexandre Pires e Lourenço                                              | 3:49    |  |
| 7.  | "Não Chora"                                                                | Chico Roque e Sérgio Caetano                                            | 4:55    |  |
| 8.  | "De Corpo sem Alma"                                                        | Reges Danese e Luiz Cláudio                                             | 4:17    |  |
| 9.  | "No Céu da Paixão (I Believe I Can Fly)"                                   | R. Kelly, versão em português de Alexandre Pires e Marquinhos Mosqueira | 5:09    |  |
| 10. | "Graças ao Teu Coração"                                                    | Alexandre Pires e Lourenço                                              | 4:10    |  |
| 11. | "Baianeiro"                                                                | Luiz Silva                                                              | 3:01    |  |
| 12. | "Coração Profano"                                                          | Altay Veloso                                                            | 3:35    |  |
| 13. | "O Que Importa É o Amor"                                                   | Alexandre Pires e Marquinhos Mosqueira                                  | 3:40    |  |
| 14. | "Meu Segmento" (faixa incluída apenas no box 10 Anos de Só pra Contrariar) | Alexandre Pires e Marquinhos Mosqueira                                  | 3:57    |  |
| 15. | "Fazendo Paixão"                                                           | Chico Roque e Carlos Colla                                              | 4:25    |  |

### CD single - bônus do box 10 Anos de Só pra Contrariar
| N.º | Título                                                               | Compositor(es)                                    | Duração |  |
| 1.  | "Santo Santo (versão em português)" (participação de Gloria Estefan) | Angie Chirino, Robert Blades e Emilio Estefan Jr. | 4:07    |  |

## Ficha técnica
- Direção artística: Jorge Davidson
- Produção: Alexandre Pires e Pedro Ferreira
- Seleção de repertório: Alexandre Pires e Joca
- Coordenação de produção: Sérgio Bittencourt
- Gravado no Pires Estúdio (Uberlandia), Mega Studios (Rio de Janeiro) e Crescent Moon Studos (Miami/Flórida - USA)
- Técnicos de gravação: Jairo Gualberto e Ivan Cunha (Batata)
- Auxiliares de gravação: Jorge Jr., Edison Cavalcante e Marcito Vianna
- Mixado no Mega Studios (Rio de Janeiro)
- Técnico de mixagem: Jairo Gualberto
- Assistente de mixagem: Ivan Cunha (Batata)
- Masterizado no Magic Master
- Técnico de masterização: Ricardo Garcia
- Projeto gráfico: Pós Imagem Design
- Direção de arte: Ricardo Leite e Rafael Ayres
- Designers assistentes: Eduardo Varela, Nako e Cadu
- Coordenação gráfica: Luís Felipe Couto e Emil Ferreira
- Fotógrafo: Murillo Meirelles
- Assistentes de foto: Alexandre Rocha e Robert Schwenck
- Produção fotográfica de arte e estilo: Zee Nunes
- Assistente de produção: Domingos Alcântara
- Fotos do logotipo do SPC em metal: Pedro Lobo
- Figurino: Ricardo Almeida e Mônica Sumerjan
- Maquiagem: J.R. Xuxa

## Certificações
| Brasil (ABPD)                             | Diamante | 1999 | 1.000.000* |
| *número de vendas baseado na certificação |          |      |            |